# 6 Pułk Piechoty (LWP)
6 pułk piechoty (6 pp) – oddział piechoty ludowego Wojska Polskiego.
Pułk został sformowany w Sielcach nad Oką na podstawie rozkazu dowódcy 1 Korpusu Polskich Sił Zbrojnych w ZSRR z 19 sierpnia 1943, w oparciu o sowiecki etat pułku strzelców gwardii nr 04/501. Wchodził w skład 2 Dywizji Piechoty im. H. Dąbrowskiego z 1 Armii WP.

## Żołnierze pułku
Dowódcy pułku

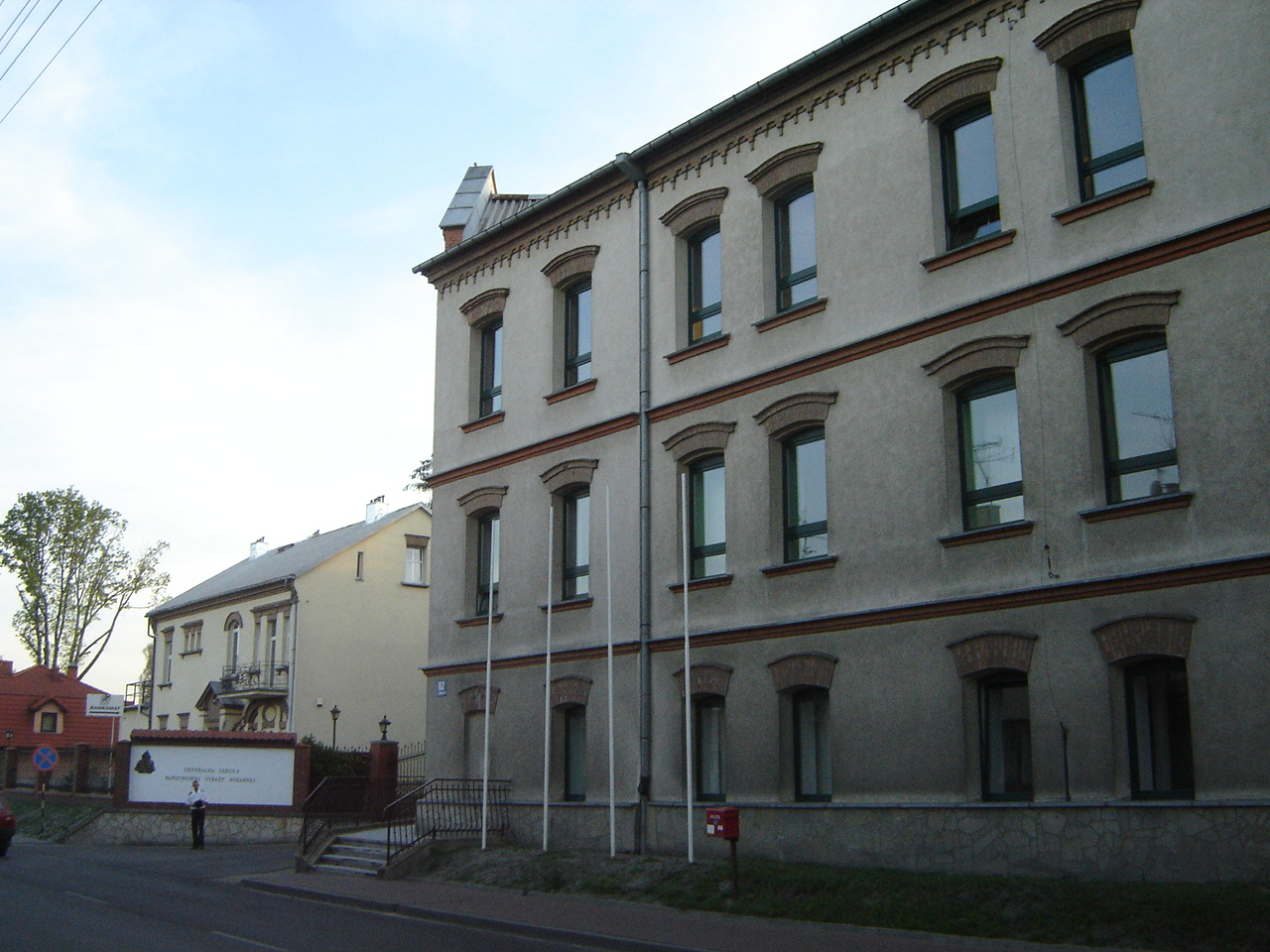
Koszary pułku w Częstochowie

- ppłk Paweł Muzolf (26 sierpnia 1943 – 10 sierpnia 1944)
- ppłk Ignacy Garianin (6 sierpnia 1944 – 24 kwietnia 1945)
- mjr Włodzimierz Knopiński (24 kwietnia 1945 do końca wojny)
- mjr Czesław Waryszak (15 czerwca 1946 – 26 marca 1948)

Odznaczeni Krzyżami Srebrnymi Orderu Virtuti Militari
1. ppor. Franciszek Burak
2. mjr Sergiusz Chlustow
3. ppor. Stanisław Chudzik
4. ppor. Lucjan Gurzęda
5. kpr. Czesław Kolanecki
6. chor. Kazimierz Nagórski
7. szer. Alfons Narkielon
8. szer. Franciszek Narkielon
9. sierż. Mieczysław Pasierbski
10. kpt. Włodzimierz Piszkiewicz
11. chor. Kazimierz Seretny[4]
12. plut. Stanisław Skowron
13. st. sierż. Aleksander Strzeszewski
14. ppor. Adolf Szawara
15. ppor. Karol Szczęśniak

## Skład etatowy
dowództwo i sztab
- 3 bataliony piechoty
- kompanie: dwie fizylierów, przeciwpancerna, rusznic ppanc, łączności, sanitarna, transportowa
- baterie: działek 45 mm, dział 76 mm, moździerzy 120 mm
- plutony: zwiadu konnego, zwiadu pieszego, saperów, obrony pchem, żandarmerii

Razem:
żołnierzy 2915 (w tym oficerów – 276, podoficerów 872, szeregowców – 1765).
Sprzęt:
162 rkm, 54 ckm, 66 rusznic ppanc, 12 armat ppanc 45 mm, 4 armaty 76 mm, 18 moździerzy 50 mm, 27 moździerzy 82 mm, 8 moździerzy 120 mm

## Marsze i działania bojowe
Od chwili sformowania do zakończenia wojny pułk walczył w składzie 2 Dywizji Piechoty.
Najcięższe walki stoczył pod Puławami, na przyczółku pod Warką, na przyczółku żoliborskim w Warszawie, w operacji warszawskiej w styczniu 1945, na Wale Pomorskim pod Będlinem, Żabinem i Żabinkiem, podczas forsowania Odry i nad Kanałem Ruppiner.

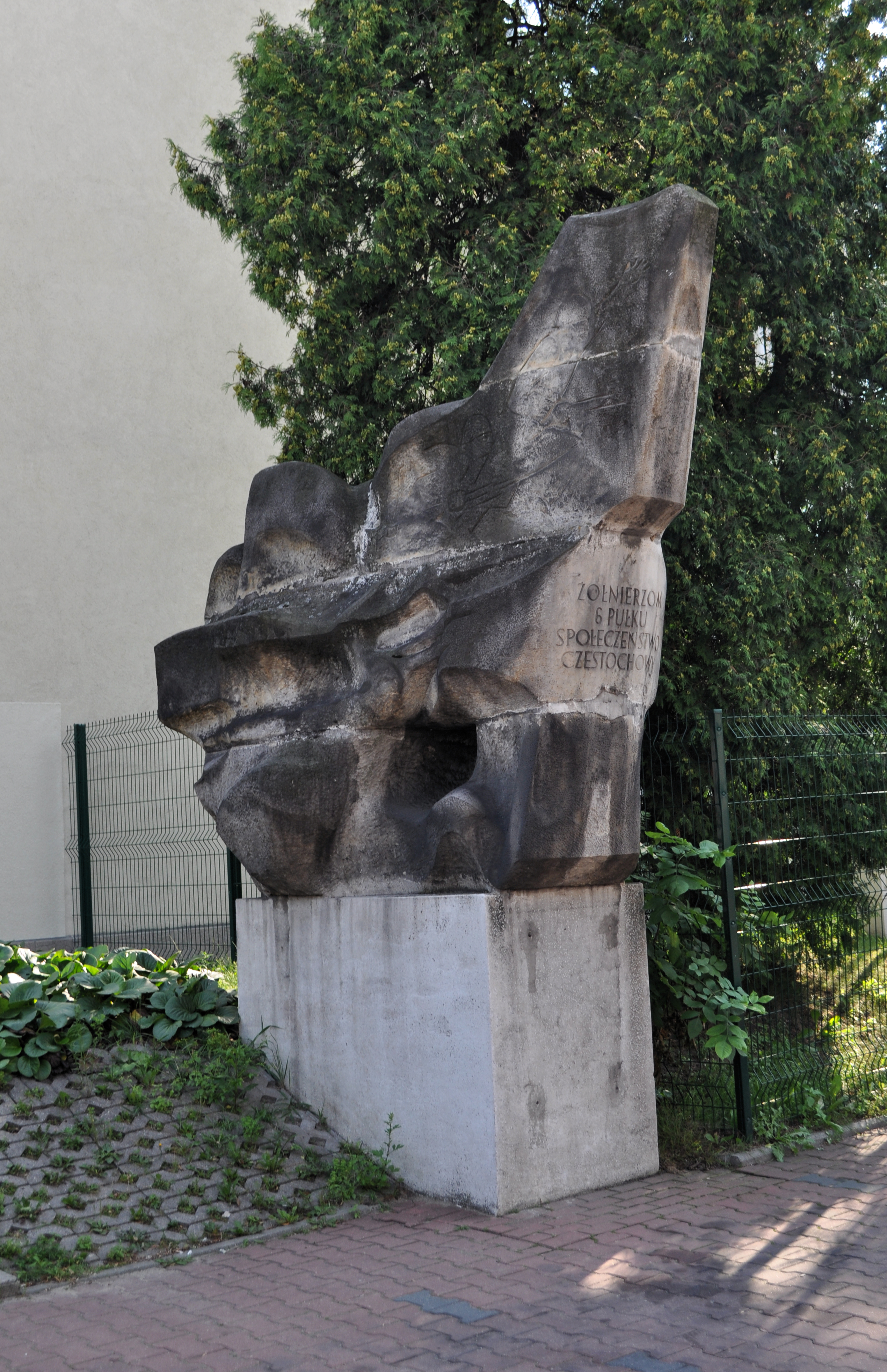
Pomnik upamiętniający poległych żołnierzy 6 pułku piechoty w okresie lipiec 1944 – maj 1945 znajdujący się w koszarach Zacisze w Częstochowie

|  |  |  |  |  |

|  |  |

## Okres służby pokojowej
Działając w składzie wojsk okupacyjnych pułk stacjonował w Weißwasser/Oberlausitz.
Po krótkim pobycie w Niemczech powrócił do kraju i rozpoczął służbę patrolową na granicy polsko–czechosłowackiej. Ochraniał odcinek od Gołuszowic do Paczkowa. Jego sztab stacjonował w Głuchołazach.
Miejsce stacjonowania jednostki
- Głuchołazy – 1945
- Częstochowa – koszary Zacisze; ul. Sabinowska 64/68 – do 1956